# Kanton Étables-sur-Mer
Kanton Étables-sur-Mer (fr. Canton d'Étables-sur-Mer) je francouzský kanton v departementu Côtes-d'Armor v regionu Bretaň. Tvoří ho šest obcí.

## Obce kantonu
- Binic
- Étables-sur-Mer
- Lantic
- Plourhan
- Saint-Quay-Portrieux
- Tréveneuc